# 宝城里音
宝城 里音（ほうじょう りおん、Houjoh Rion、10月27日 - ）は、東京都出身の元アーティスト。NEO昭和歌謡ユニット「そよかぜ」の元メンバー。元Fairymoon Entertainment所属

## 人物
- 出身地は東京都。
- 血液型はO型。
- 特技は早口言葉。
- 好きな食べ物はパスタ。
- 愛称は里音公爵。姫。

## とぅいんくるガールズ＋ちえみん先生としての経歴
2006年8月27日、アイドル声優ユニット「とぅいんくるガールズ」と言う三人編成の最終オーディションに9人（当日は1人欠席）が残り伊藤芽衣、田沼由美と共に合格する。
しかし、オーディションでの亜月ちえみの実力とオーディションに至る迄の取り組み方と存在感で、急遽、四人編成とする事となり、審査員特別賞を設け亜月ちえみが受賞する。
以後、ユニット名「とぅいんくるガールズ+ちえみん先生」のとして活動する。
メンバーの中で同ゲームに一番ログインしており、大抵オンライン上に居る。
又、上級者の腕前である。
2007年4月30日をもって同ユニットの活動休止期間に入る。
- オンライン・レーシング・ゲーム「とぅいんくる」の登場人物の声優：ソラリス役（2007年）

### TV
- アニメ天国（テレビ埼玉、2006年11月29日・2007年1月24日）

### ラジオ
- おとなの深夜大学（ラジオ日本、2006年11月30日）
- すぎはら美里のガールズミリタリー（レインボータウンFM、2006年12月14日）

### WebTV
- 見たい!番組研究所（あっ!とおどろく放送局、2006年8月27日・12月3日）
- とぅいんくるガールズのクリスマス・パーティー（2006年12月23日）
- ひかり荘（casTY、2007年3月27日）
- エッグアイドルHyper（casTY、2007年4月28日）

### ポッド・キャスト
- 毎日新聞ポッドキャスト エンタメニュース（2007年3月）

### ライブ
- メイディン一周年記念感謝祭（2006年11月12日、めいどinじゃぱん（東京都千代田区外神田））
- キャンディ・メイド（2006年11月17日、クロス吉祥寺（東京都武蔵野市吉祥寺））
- アトリエ・ピーチ歌祭り（2006年12月8日、クロス吉祥寺）
- アキ☆スタ（2007年2月13日、石丸ゲームワン（東京都千代田区））
- ダメ系でGo!（2007年2月23日・3月16日、クロス吉祥寺）
- 飴系でGo!（2007年4月13日、クロス吉祥寺）

## Cherry Bombとしての経歴
- トゥインクルガールズの活動休止中に同メンバーの亜月ちえみと組んだユニットである。

### WebTV
- エッグアイドル・ハイパー、CasTY（2007年7月15日）

### ライブ
- アニソンホリデー、東京都杉並区阿佐ヶ谷あさがやドラム（2007年7月22日）
- アキバなライブ☆カフェ
- dress Tokyo

## 宝城里音の経歴
- 毎月第二日曜日に岩本町エッグマン Eggman tokyoで行われる「アキバなライブ☆カフェ」に出演中 (2017年5月14日をもってライブ休業）
- 2015年8月 戦後70年を機に昭和歌謡ユニット「そよかぜ」を結成。YUCKEY、友野愛音と共に「陽の出づる処」でデビュー（2015年11月 友野愛音が脱退。その後、YUCKEYと2人で活動。）
- 2017年9月10日(日) P.Y.T.Vol.123のライブにて、そよかぜ解散。自身のアーティスト活動も終了。

## ライブ
- アキバなライブ☆カフェ
- P.Y.T
- Female Fantasista!
- Vo-Girl アコースティック : あさがやドラム （2008年11月27日）

## CD
- 愛の奇跡 / MIRAI　（2008年11月5日リリース)
- Heartポッと（c/w:ガラスの心）
- 無情の狂詩曲(ラプソディー) (c/w:Summer Days 〜あの夏の日〜)
- Fantasy (c/w:ムーンライト・セレナーデ)
- OPEN SESAME!(c/w:Melancholy)
- あの日のメロディー(c/w:OPEN SESAME!)
- 夢の中の昭和(c/w:恋は魔法使い[Type-A]、さよならは言えなかった[Type-B])
- 傷だらけの十字架(c/w:今日の星占いNo.1[Type-A]、YOU & I[Type-B]、Hopeless[Type-C])

## そよかぜ（NEO昭和歌謡ユニット）
- 陽の出づる処(c/w:ながいき音頭[Type-A]、China Townで食べチャイナ！[Type-B])
- 庶民派ブギウギ(c/w:煌きのルムバ / ながいき音頭[Type-A]、ともしび / China Townで食べチャイナ！[Type-B] どどいつ人生 / 陽の出づる処[Type-C])
- そよかぜドドンパ(c/w:東京格差ブルース)